# Csejte

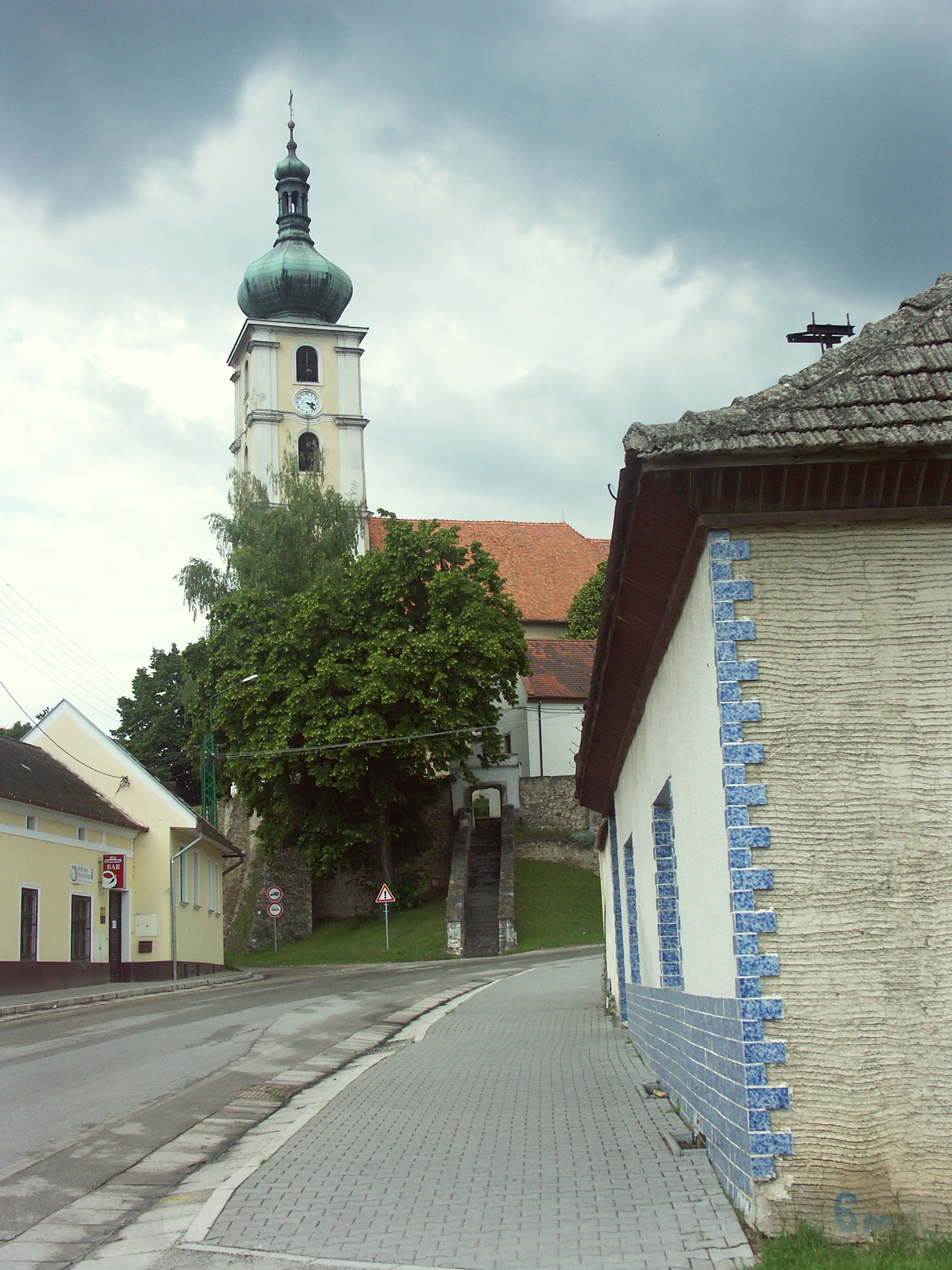
Római katolikus templom

Csejte (szlovákul Čachtice, németül Schächtitz) község  Szlovákiában, a Trencséni kerület Vágújhelyi járásában.

## Fekvése
Vágújhelytől 5 km-re délnyugatra fekszik.

## Nevének eredete
Neve a régi szláv Csehta személynévből alakult ki, jelentése „Csehta emberei”.[forrás?] Reviczky Bertalan szerint a čechať (beleásni, vájni) szóból eredhet. A helyi néphagyomány szerint a šachta (akna) szóból ered, mivel lakásaikat a földbe vájták. Pavol Križko (1898) szerint személynévi eredetű (Čach, Čacht).

## Története
A mai Csejte területén az újkőkorszakban a vonaldíszes kultúra népe élt. A bronzkorból a lausitzi kultúra temetőjét találták itt meg, de előkerültek a hallstatti és La Tène-kultúra-kori temetkezések is. A római-barbár korszakból hamvasztásos sírokat tártak fel a település területén.
A mai falu 1263-ban "Chekche", 1276-ban "Chechte", 1299-ben "Chechte", 1505-ben "Csejthe" alakban szerepel az írott forrásokban. Kezdetben a nyitrai váruradalom része volt, majd Csejte várának felépülte után annak tartozéka lett.
Várát a Hontpázmány nembeli Kázmér építtette az 1260-70-es években, majd Csák Mátéé, később királyi vár. A török korban a Nádasdyaké lett, majd 1707-ben a kurucok egynapi ostrommal vették be – mivel nem volt vize, nem soká tarthatta magát. A szabadságharc után a Habsburgok – mint annyi más kuruc várat – felrobbantatták. A vár mellett, a 16. században a faluban reneszánsz kastély is épült, itt estek meg a 17. század elején Báthory Erzsébet állítólagos kegyetlenkedései, amik miatt elfogták, majd per és ítélet nélkül haláláig várfogságban tartották. Ma már biztosnak látszik, hogy nem volt kegyetlenebb a kor arisztokrata özvegyeinél, viszont nagy vagyonára többeknek is fájt a foguk, a kincstárnak is. A kastély ma is áll.
1392-ben Csejte mezővárosi rangot és évi hat országos vásár megtartására jogot kapott. Ezen kiváltságait később többször is megerősítette a király. 1599-ben elpusztította a török. 1609-ben alakult meg első céhe, a fazekasoké. Később több is alakult, 1753-ban már 64 kézműves ténykedett a településen. A 17. században habánok érkeztek a községbe és fazekasműhelyt, valamint malmot építettek. 1715-ben szőlőskertje és 71 háztartása volt. 1758-ban 185 adózó és 25 szabad család élt Csejtén. 1787-ben 290 házában már 2044 lakos élt. 1828-ra lélekszáma ismét csökkent: 258 háza állt 1807 lakossal, akik mezőgazdasággal, szőlőtermesztéssel, kézművességgel foglalkoztak.
Vályi András szerint „CSEJTA. Csaktitze. Tót Mező Város Nyitra Vármegyében, birtokos Urai Gróf Erdődy, G. Csáky, G. Forgách Uraságok, lakosai katholikusok, és az Augustana valláson lévők, fekszik Vág Ujhelytöl egy órányira, hajdani Vára melly távolra esik a’ Mező Várostól: a’ hegyek között állott, az erdősségben: most elhagyattatott egészen, ’s egyedűl tsak az omladozó kőfalai állanak még a’ régi Vár helyén.” „nevezetesek pintzei, határja termékeny, ’s fájok nem lévén, ambár tsak venyegével tüzelnek; de mivel földgyei és réttyei első Osztálybéliek, szölö hegye nagy, és hasznos, jó piatzozásokkal is magokat segíthetik a’ lakosok, legelője elegendő, Országos Vasárjai is vagynak, malma helyben, melly szép tulajdonságaihoz képest, első Osztálybéli.”
Fényes Elek szerint „Csejthe, (Csachticz), tót mváros, Nyitra vgyében, Vágh-Ujhelyhez egy kis órányira a nagy-szombati országútban: 1596 kath., 48 evang., 142 zsidó lak. Kath.-, evang. anyaszentegyházakkal és synagógával.” „Nádasdy felségbántása után a várnak s a hozzá tartozó uradalomnak, melly 6 mező városból s 9 helységből áll, hason felét gr. Erdődiek nyerték meg, s azt most gr. Erdődy Józsefné birja, másik felét pedig leánytestvérének homonai Drugeth Jánosnénak örökösei, s engedményesei osztották fel, úgy hogy az egésznek egy negyedrésze a b. Révay családé, s ebben birtokosok: gr. és b. Révay, b. Mednyánszky, gr. Zay, gr. Csáky, 1/8 gr. Forgách jus, 1/8nak pedig 2/5-ét Hampel, 3/5-ét pedig gr. Andrásy (Szapáry jus) birják. Határa termékeny; bora igen jó; s csaknem ollyan, mint a Vágh-Ujhelyi; erdeje kevés, van vizimalma, országos vásárai. A kőszént melly itt találtatik, nem használják.”
Zsolnafalu (Zelenfalva, Želovany) és Komárno (Komaron) 1905-ig önálló községek voltak. A trianoni békeszerződésig Nyitra vármegye Vágújhelyi járásához tartozott.

## Népessége
| Év:            | 1994. | 2004.   | 2014.    | 2024.    |
| -------------- | ----- | ------- | -------- | -------- |
| Emberek száma: | 3577  | 3626    | 4010     | 3605     |
| Eltérés:       |       | +1,36 % | +10,59 % | -10,09 % |

| Év:            | 2023. | 2024.   |
| -------------- | ----- | ------- |
| Emberek száma: | 3620  | 3605    |
| Eltérés:       |       | -0,41 % |

1880-ban 1850 lakosából 34 magyar és 1524 szlovák anyanyelvű volt.
1890-ben 1909 lakosából 42 magyar és 1658 szlovák anyanyelvű volt.
1900-ban 1950 lakosából 56 magyar és 1783 szlovák anyanyelvű volt. Kómárnón 151 szlovák, Zsolnafalun 492 szlovák anyanyelvű élt.
1910-ben 2594 lakosából 49 magyar és 2465 szlovák anyanyelvű volt.
1921-ben 2637 lakosából 14 magyar és 2605 csehszlovák volt.
1930-ban 2939 lakosából 25 magyar és 2907 csehszlovák volt.
1970-ben 3999 lakosából 2 magyar és 3973 szlovák volt.
1980-ban 3816 lakosából 2 magyar és 3773 szlovák volt.
1991-ben 3611 lakosából 1 magyar és 3511 szlovák volt.
2001-ben 3565 lakosából 3456 szlovák és 3 magyar volt.
2011-ben 3986 lakosából 3614 szlovák és 2 magyar volt.
2021-ben 3703 lakosából 3465 (+8) szlovák, 5 (+2) magyar, 7 (+4) cigány, 1 ruszin, 33 (+6) egyéb és 192 ismeretlen nemzetiségű volt.

## Nevezetességei

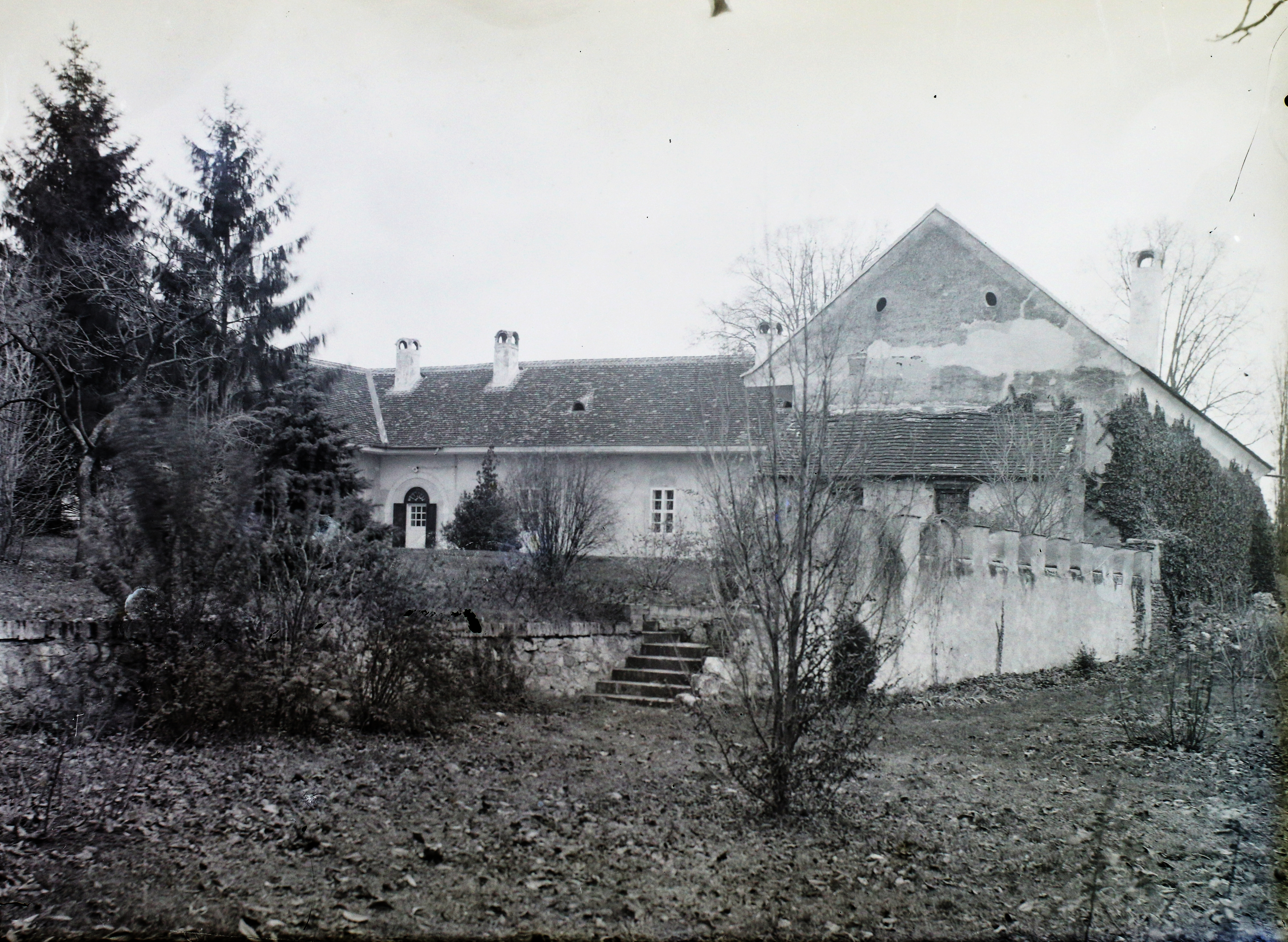
Jeszenszky kúria
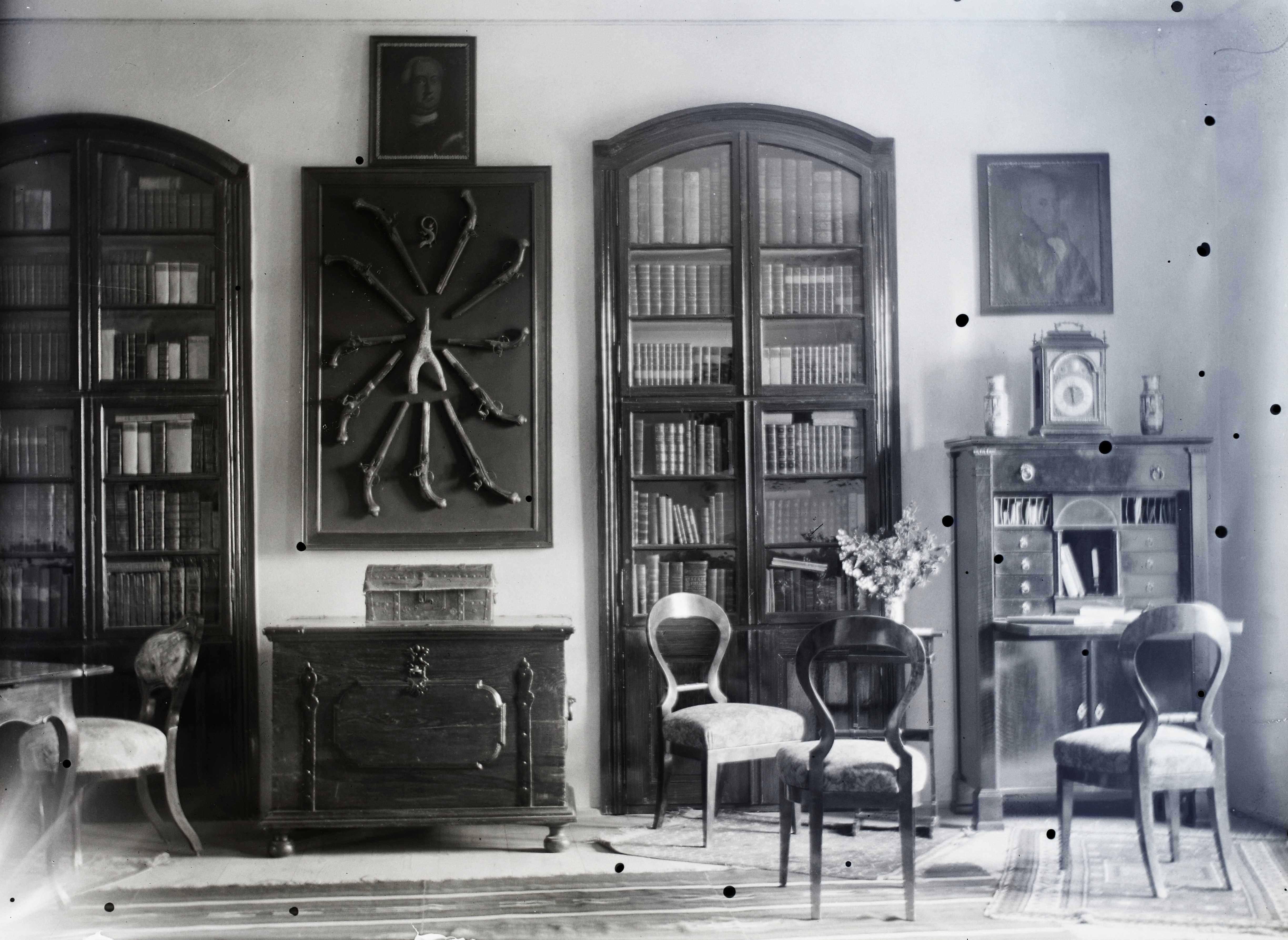
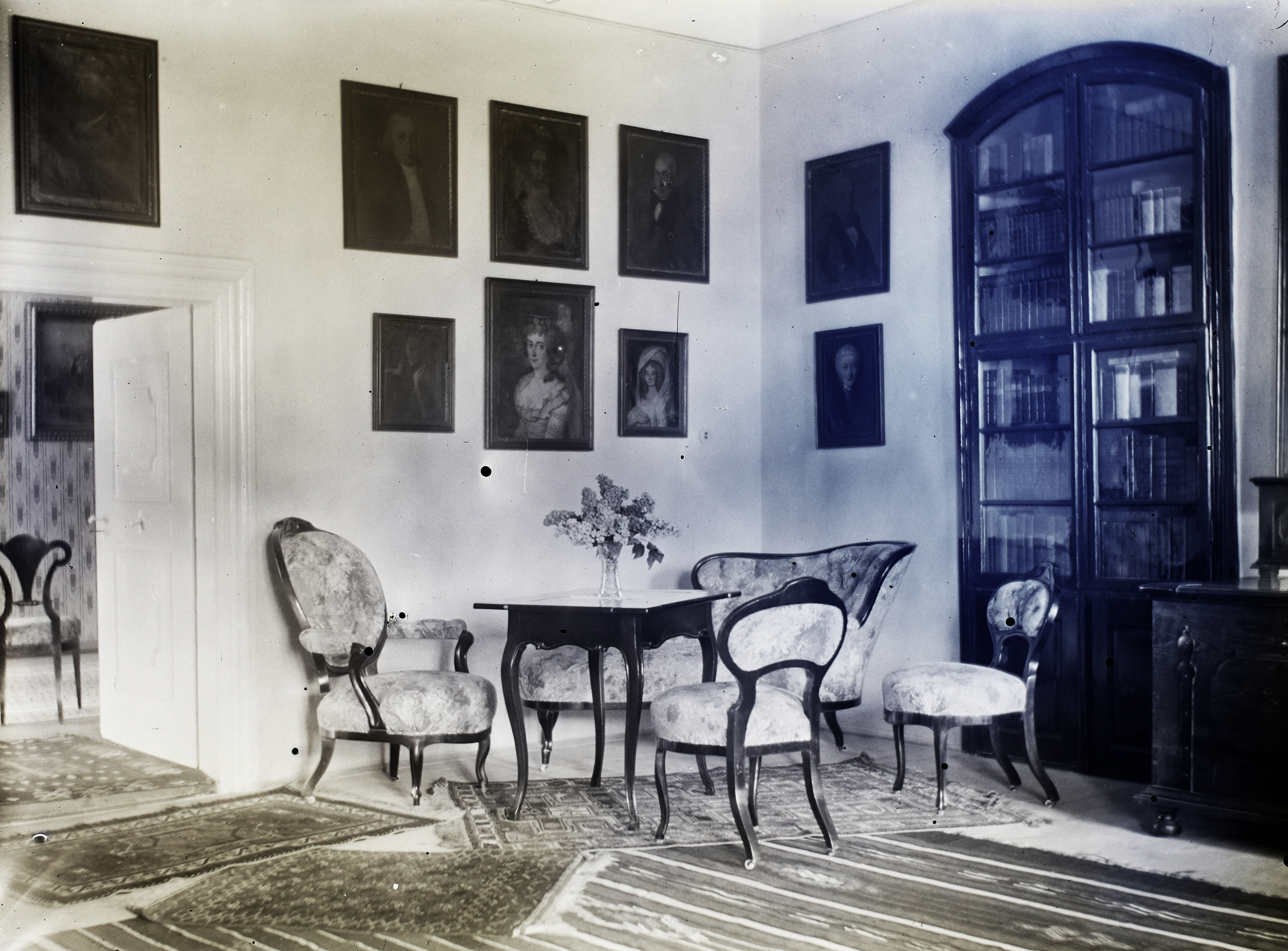
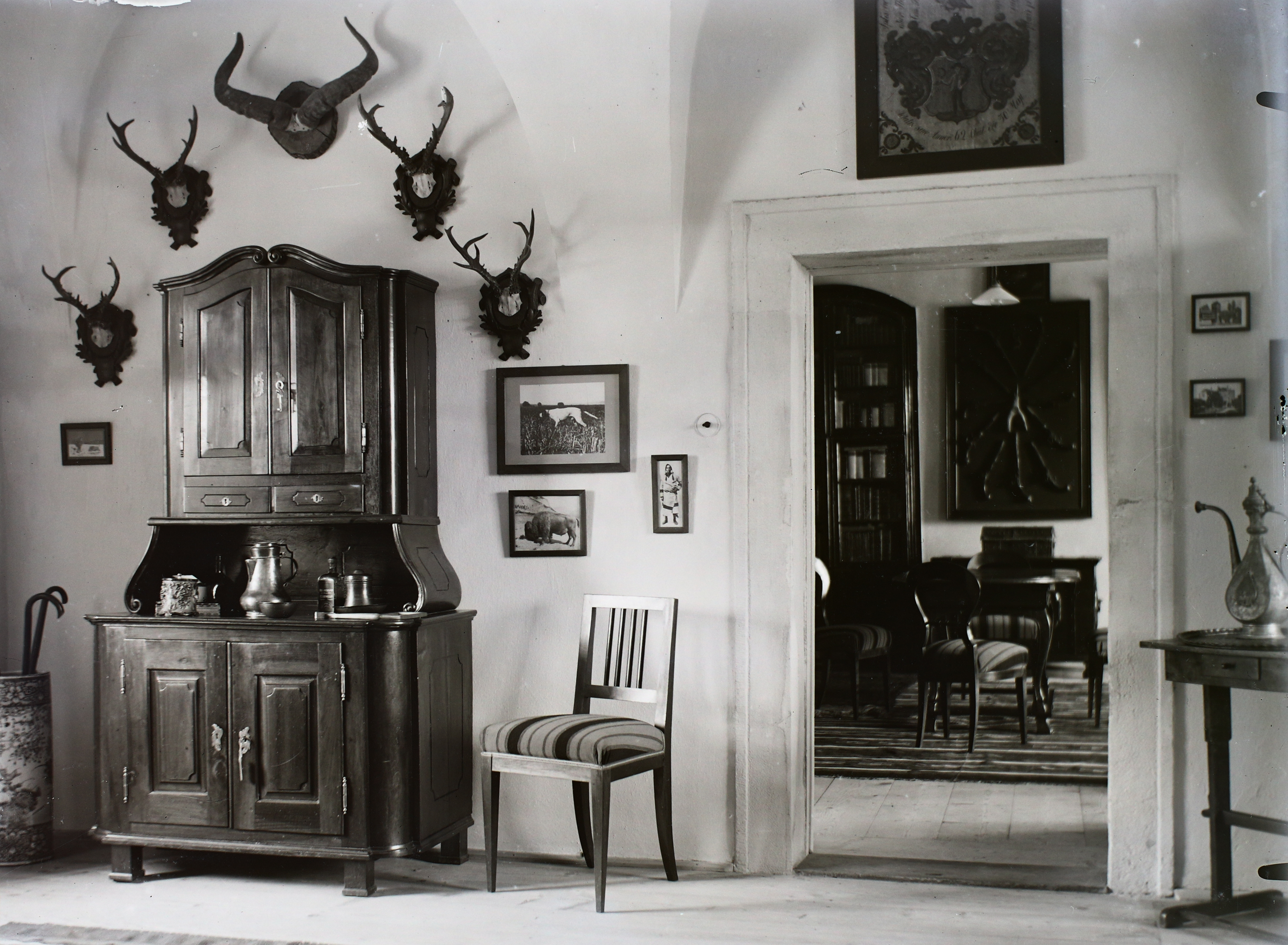
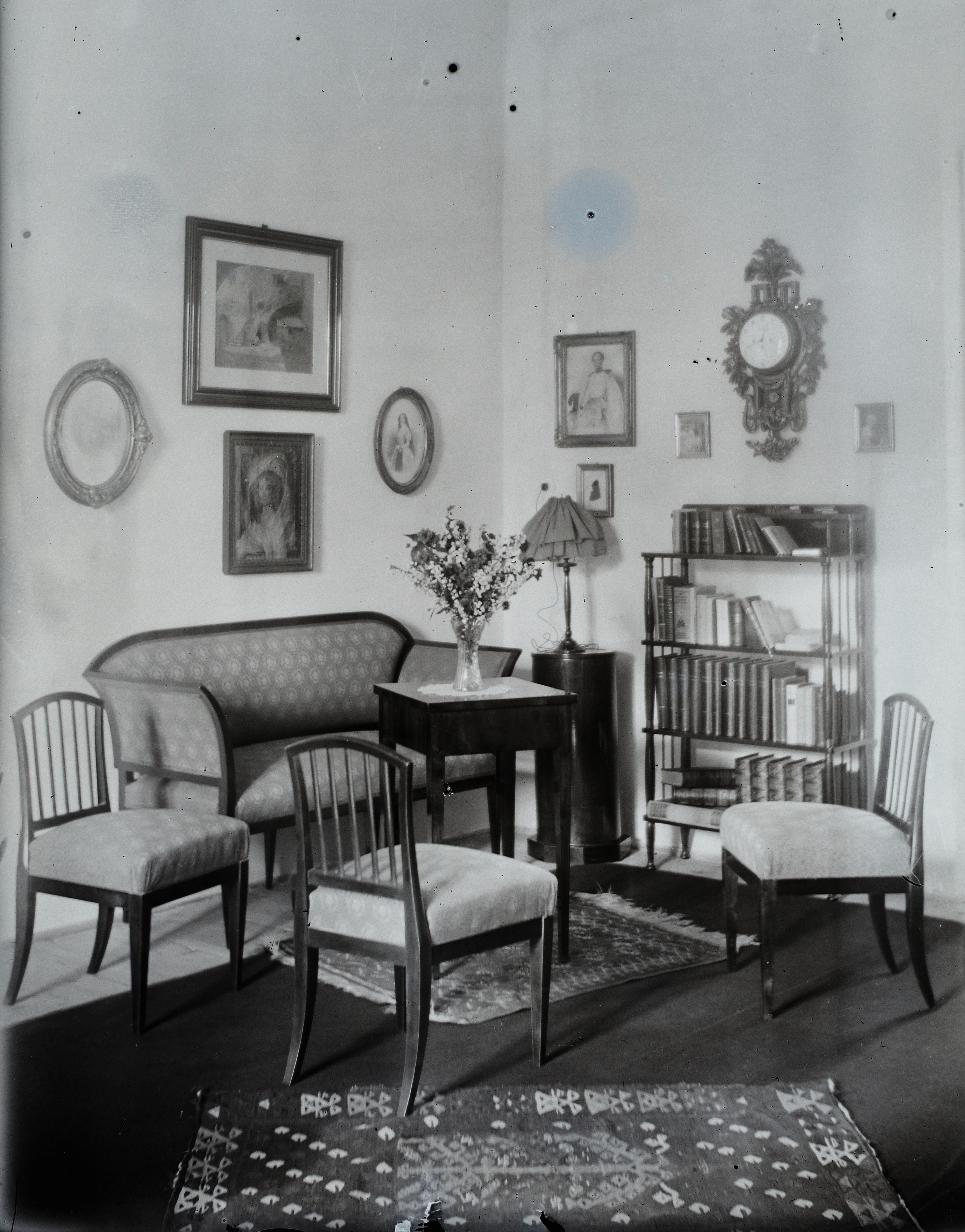

- A falutól északnyugatra, kopár magaslaton állnak Csejte várának tekintélyes romjai.
- Magas dombon álló erődített, római katolikus temploma 1373 és 1390 között épült gótikus stílusban. 1680 és 1687 között, valamint 1759-ben barokk stílusban építették át.
- A 16. századi Nádasdy-kastélyt 1668-ban, reneszánsz stílusban építették át, majd a 17. század végén bővítették.
- A faluban még egy barokk kastély áll.
- Mária-oszlopa 1742-ben készült.
- Barokk kápolna a 18. század második feléből.
- Barokk plébániája a 18. század végén épült, korábbi alapokon.
- A későbarokk Kálvária a 19. század második felében készült.

## Képgaléria

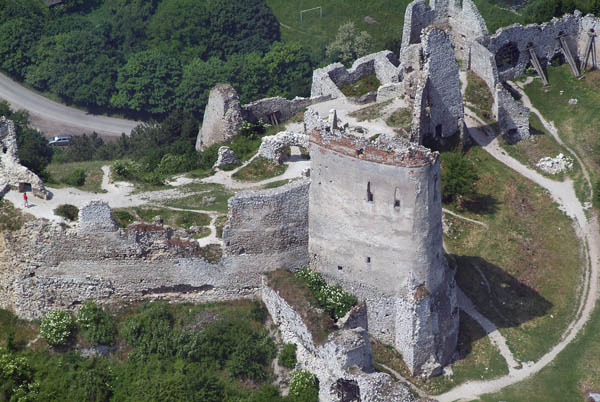
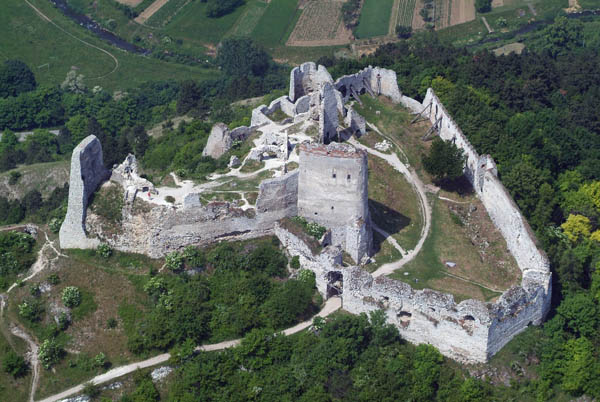
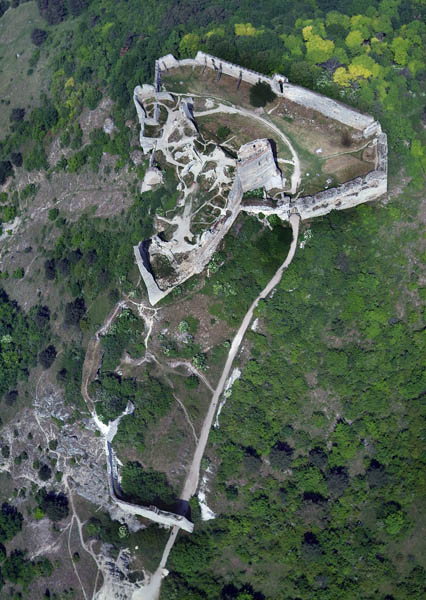
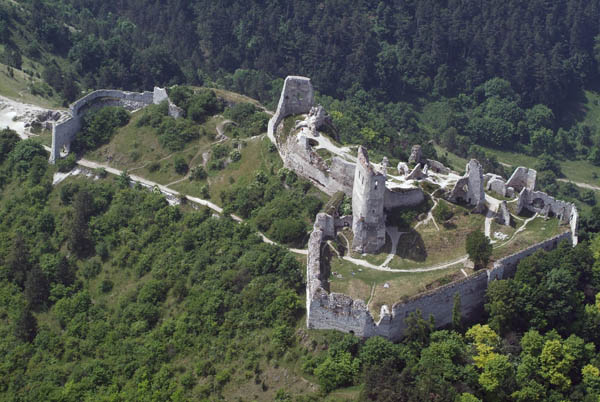

## Híres emberek
- Itt hunyt el 1614-ben első Nádasdy Ferenc gróf özvegye, Báthori Erzsébet grófnő, Báthory István erdélyi fejedelem, lengyel király unokahúga.
- Itt született 1623. január 14-én gróf második Nádasdy Ferenc országbíró, akit a Wesselényi-összeesküvésben való részvételéért lefejeztek.
- Itt született 1670. április 23-án Foglár György egri kanonok.
- Itt született 1710-ben Janics János teológiai doktor, római katolikus plébános.
- Itt született 1715. január 3-án Jaslinszky András vallástörténész, író.
- Itt született 1867-ben Jeszenszky Lajos osztrák-magyar attasé, diplomata.
- Itt hunyt el 1957-ben Ethey Gyula helytörténész.
- Itt volt az Országh család uradalmi központja.
- Itt élt és hunyt el Guthi Országh Kristóf országbíró, Nógrád megye főispánja és királyi pohárnokmester.
- Itt szolgált Reviczky Bertalan (1850-1925) plébános, helytörténész.